# 关岭猪
关岭猪是中国贵州省的一个地方猪品种，分为关岭猪、宗地猪、摆金猪、牙舟猪、柿花猪、牛场猪、五花猪、岩脚猪、高坡猪和平寨猪十个类群。
关岭猪主产于贵州省中南部地区，中心产区在关岭布依族苗族自治县。20世纪80年代，关岭猪群体规模为200万头。21世纪初，群体规模锐减至10万头。关岭猪1986年收录于《中国猪品种志》，2006年列入《国家畜禽遗传资源保护名录》。
关岭猪毛色为黑色，有 “六白” （额心、腹部、四肢下部及尾尖）。